# Championnats du monde de cyclo-cross 1961
Navigation
Édition précédente Édition suivante
Les championnats du monde de cyclo-cross 1960 ont lieu le 19 février 1961 à Hanovre en Allemagne de l'Ouest. Une épreuve masculine est au programme.

## Podiums
| Épreuves | Or             | Argent       | Bronze          |
| -------- | -------------- | ------------ | --------------- |
| Élites   | Rolf Wolfshohl | Renato Longo | André Dufraisse |

## Classement des élites
| Pos. | Cycliste               | Pays                 | Temps           |
| ---- | ---------------------- | -------------------- | --------------- |
|      | Rolf Wolfshohl         | Allemagne de l'Ouest | 1 h 04 min 26 s |
|      | Renato Longo           | Italie               | + 0:14          |
|      | André Dufraisse        | France               | + 1:28          |
| 4    | Pierre Kumps           | Belgique             | + 1:34          |
| 5    | Roger De Clercq        | Belgique             | + 1:49          |
| 6    | Amerigo Severini       | Italie               | + 2:24          |
| 7    | Firmin Van Kerrebroeck | Belgique             | + 2:31          |
| 8    | José Luis Talamillo    | Espagne              | + 3:14          |
| 9    | Albert Van Damme       | Belgique             | + 3:16          |
| 10   | Emmanuel Plattner      | Suisse               | + 3:27          |

## Tableau des médailles
| Rang | Nation               | Or | Argent | Bronze | Total |
| ---- | -------------------- | -- | ------ | ------ | ----- |
| 1    | Allemagne de l'Ouest | 1  | 0      | 0      | 1     |
| 2    | Italie               | 0  | 1      | 0      | 1     |
| 3    | France               | 0  | 0      | 1      | 1     |